# 伊莉莎白·多蘿西亞 (薩克森-哥達-阿爾滕堡)
伊莉莎白·多蘿西亞（Elisabeth Dorothea，1640年1月8日—1709年8月24日），薩克森-哥達公爵恩斯特一世的長女，1666年嫁給黑森-達姆施塔特領地伯爵路德維希六世，育有包含恩斯特·路德維希共四個兒子，以及兩名女兒。1709年去世。

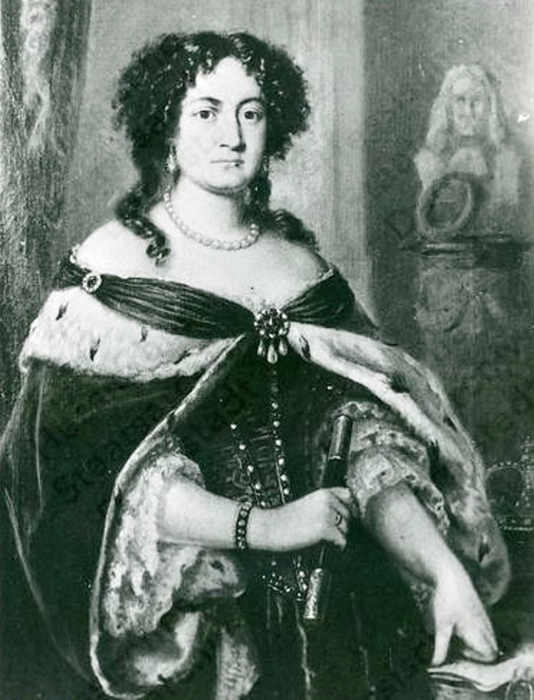
伊莉莎白·多蘿西亞